# Нежухов
Нежухов (укр. Нежухів) — село в Стрыйской городской общине Стрыйского района Львовской области Украины.
Население по переписи 2001 года составляло 1974 человека. Занимает площадь 17,1 км². Почтовый индекс — 82431. Телефонный код — 3245.